# Abraham Martínez
Abraham Martínez fue un militar mexicano que participó en la Revolución mexicana. En marzo de 1911 se incorporó a las fuerzas del movimiento zapatista, siendo Jefe del Estado Mayor del general Emiliano Zapata, prestando servicios hasta el fin de la Revolución maderista. En 1912 logró participar durante el ataque y sitio de Cuautla. Después de la toma de Cuautla, se dirigió junto a las fuerzas de Zapata a tomar la ciudad de Cuernavaca, desempeñando el mismo cargo. Abraham Martínez recibió una comisión de Zapata en la que se le encomendaba llevar informes de diversos asuntos a la Ciudad de México. No logró reunirse otra vez con Zapata, hasta que se proclamó el Plan de Ayala. Fue muerto por las tropas huertistas durante una de éstas comisiones. 